# 第一資本
第一資本金融公司（英語：Capital One Financial Corp.）是美國一家金融控股公司，财富美国500强和美国银行业巨头之一，專營信用卡、汽車貸款、銀行等金融產品。总部位于弗吉尼亚州费尔法克斯，主要在美国开展业务。该公司的主营业务是信用卡、消费银行和商业银行。截至2025年3月31日，第一资本在全美范围内的共有257家分行和超过70000台可用的自動櫃員機，但通过强化其线上业务来提供类似直销银行的服务。

## 历史
1994年7月，美國維吉尼亞州Signet Financial Corp宣布將其信用卡部門分拆並上市，並在同年10月將其命名為Capital One，到1995年1月分拆工作完成。1996年进入加拿大市场，加拿大市场总部位于多伦多，目前加拿大是该公司的第二大市场。其在加拿大发行信用卡等业务。
2006年3月14日第一資本以股票加現金的交易方式斥資146億美元收購North Fork Bancorp(NFB)。
2011年6月16日，第一資本以90億美元收購ING旗下的美國網路銀行事業ING Direct，重组后于2013年面世新产品Capital One 360。
2011年8月10日，匯豐控股同意透過其間接全資附屬公司美國匯豐融資有限公司、美國匯豐有限公司、HSBC Technology and Services （USA） Inc.及其他全資聯屬機構，出售其在美國的信用卡及零售商戶業務予Capital One Financial Corporation。交易價格313億美元。
2015年8月12日，第一資本以90億美元收購通用電氣旗下美國醫療保健金融部門。
2019年7月29日，第一資本透露一名33歲黑客Paige Thompson取得該公司儲存的美国约1亿人、加拿大600万人的个人资料，资料内容包括姓名和地址等。Thompson在GitHub贴出了她在同年3月12日至7月17日间窃取的资料。有網友看到了她张贴的资讯后将此事告知了第一资本金融。隨後该名黑客遭到逮捕。
2024年2月19日，第一资本宣布与发现金融达成最终收购协议。
2025年5月18日，第一资本完成对发现金融的收购，这是自2008年金融危机以来美国最大规模的银行业并购案。收购完成后，第一资本将成为全美第六大银行和第三大信用卡发行商（按刷卡额计）

## 体育营销
第一资本是NCAA的前三名赞助商之一，估计每年支付3500万美元，以换取广告和访问消费者数据。2017年，该公司冠名华盛顿特区第一資本體育館。
2018年，为了庆祝华盛顿首都人队第二次打进斯坦利杯决赛，该公司用华盛顿首都人队名“Capitals”标志代替公司标志“ Capital”。